# Municipio de Plainfield (Dakota del Sur)
El municipio de Plainfield (en inglés: Plainfield Township) es un municipio ubicado en el condado de Brule en el estado estadounidense de Dakota del Sur. En el año 2010 tenía una población de 34 habitantes y una densidad poblacional de 0,37 personas por km².

## Geografía
El municipio de Plainfield se encuentra ubicado en las coordenadas 43°42′33″N 98°50′3″O / 43.70917, -98.83417. Según la Oficina del Censo de los Estados Unidos, el municipio tiene una superficie total de 92.02 km², de la cual 91,87 km² corresponden a tierra firme y (0,17 %) 0,15 km² es agua.

## Demografía
Según el censo de 2010, había 34 personas residiendo en el municipio de Plainfield. La densidad de población era de 0,37 hab./km². De los 34 habitantes, el municipio de Plainfield estaba compuesto por el 100 % blancos. Del total de la población el 0 % eran hispanos o latinos de cualquier raza.